# Себастьяно Манніроні
Себастьяно Манніроні (італ. Sebastiano Mannironi, 22 липня 1930 — 12 червня 2015) — італійський важкоатлет.
Бронзовий призер Олімпійських Ігор 1960 року в напівлегкій вазі, учасник 1956, 1964 років.
Срібний призер Чемпіонату світу 1957 (до 60 кг), 1961 до 60 кг років, бронзовий призер 1958 (до 60 кг), 1959 до 60 кг років.